# Lester Randolph Ford Jr.
Lester Randolph Ford Junior (ur. 23 września 1927 w Houston, zm. 26 lutego 2017) – amerykański matematyk, specjalizujący się w tematyce sieci przepływowych. Wynalazca (wraz z Delbertem R. Fulkersonem) tak zwanej metody Forda-Fulkersona, dotyczącej problemu maksymalnego przepływu (1956).
Lester Randolph Ford junior był synem Lestera Randolpha Forda seniora, także matematyka.